# Puszczykowo
Pour les articles homonymes, voir Puszczykowo (homonymie).
Puszczykowo (prononciation : [puʂt͡ʂɨˈkɔvɔ], en allemand : Unterberg) est une ville de la voïvodie de Grande-Pologne et du powiat de Poznań.
Elle est située à environ 12 kilomètres au sud de Poznań, siège du powiat et capitale de la voïvodie de Grande-Pologne.
La ville constitue elle-même une gmina.
Elle s'étend sur 16,7 km2.
C'est une importante station de villégiature située au milieu des forêts et des lacs du Parc national de Grande-Pologne (Wielkopolski Park Narodowy en polonais) légèrement vallonné qui s'étend sur une superficie d'environ 10 000 hectares.
C'est à partir de 1920, qu'elle est devenue assez vite un centre de villégiature pour les habitants de Poznań, nombreux à venir s'y reposer en été ou y passer des week-ends ou même pour certains, finir par s'y installer...

## Toponymie
L'origine du nom Puszczykowo est incertaine, l'orthographe ayant souvent varié. Aujourd'hui, le nom est généralement associé à celui de la chouette hulotte ("puszczyk" en polonais), qui figure d'ailleurs sur le blason de la ville depuis 1962.

## Géographie

Plan de la ville.

Puszczykowo est située au sud de Poznań, capitale régionale, en plein cœur de la forêt du parc national de Grande-Pologne. La Warta, affluent de l'Oder, passe à l'est de la ville.

### Structure du terrain
D'après les données de 2002, la superficie de la commune de Puszczykowo est de 16,65 km2, répartis comme tel :
- terres agricoles : 22 %
- forêts : 46 %

La commune représente 0,88 % de la superficie du powiat.

## Histoire

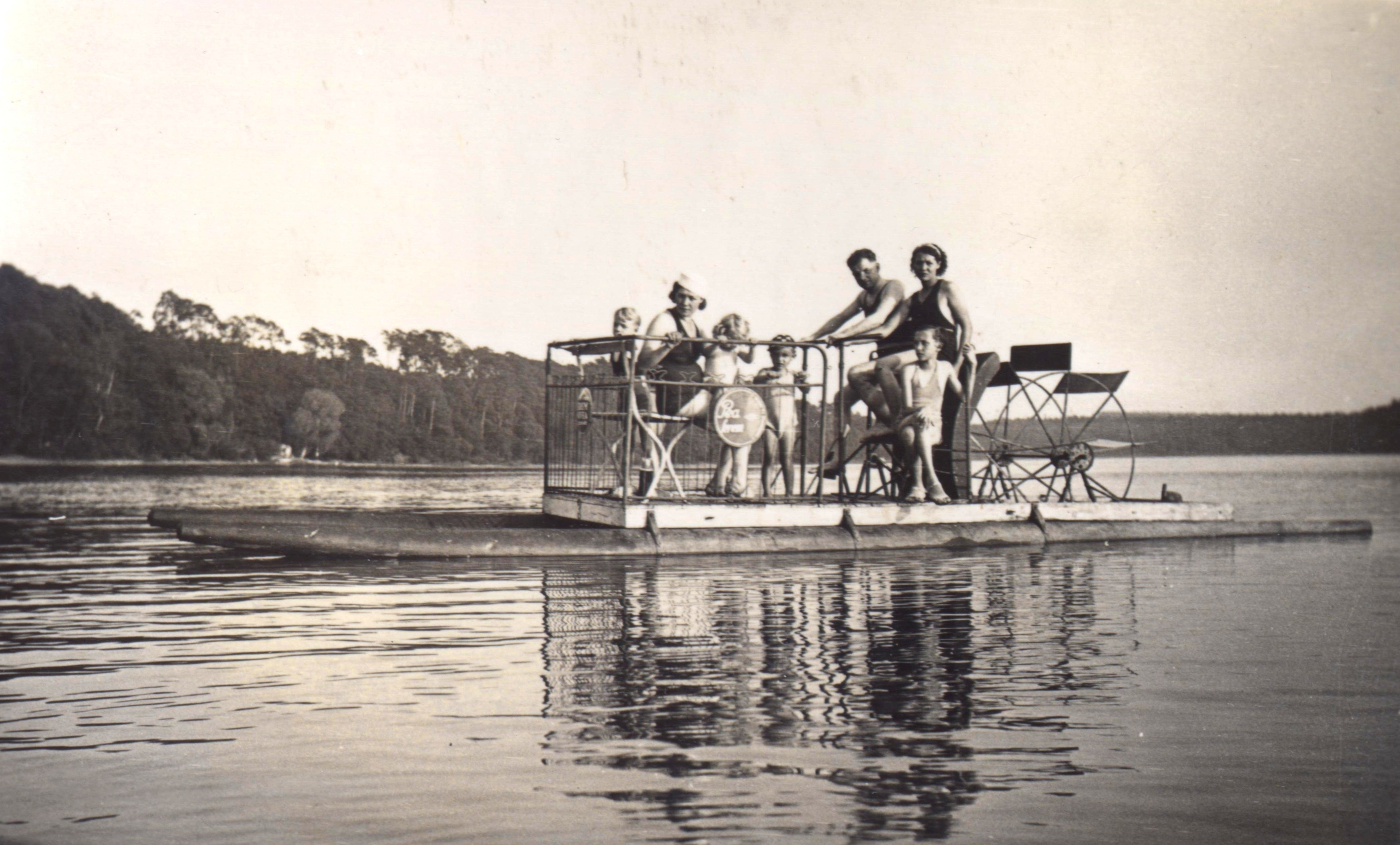
Des vacanciers français à Puszczykowo en août 1936.

Le nom de Puszczykowo apparaît dans les documents dès 1244. De 1815 à 1919, Puszczykowo fait partie de l'arrondissement de Schrimm dans le district de Posen dans la province de Posnanie. La ville a obtenu ses droits de ville en 1962.

De 1975 à 1998, la ville faisait partie du territoire de la voïvodie de Poznań. Depuis 1999, la ville fait partie du territoire de la voïvodie de Grande-Pologne.

## Vie quotidienne
On trouve à Puszczykowo :
- 2 écoles primaires, 2 collèges et 1 lycée dans lesquels sont scolarisés 1780 élèves. 1/7 des lycéens apprennent le français.
- 2 églises, l'une sous le vocable de Saint-Joseph, l'autre sous celui de Notre-Dame de l'Assomption.
- 1 bibliothèque municipale
- 1 hôpital d'environ 500 lits, 1 maison médicale et de nombreux spécialistes
- 1 centre de ré-éducation et de convalescence pour accidentés avec 40 chambres de 2 ou 3 lits
- 1 centre de formation des forestiers, pouvant accueillir des groupes
- 5 centres de repos et de détente
- 2 gares (dont l'une ci-contre)

## Démographie
Données du 31 décembre 2009 :
| Description        | Total  | Total | Femmes | Femmes | Hommes | Hommes |
| ------------------ | ------ | ----- | ------ | ------ | ------ | ------ |
| Unité              | Nombre | %     | Nombre | %      | Nombre | %      |
| population         | 9575   | 100   | 5 002  | 52,3   | 4 572  | 47,7   |
| Densité (hab./km²) | 594    | 594   | 310,7  | 310,7  | 283,3  | 283,3  |

| 2002  | 2003  | 2004  | 2005  | 2006  | 2007  | 2008  | 2015  |
| ----- | ----- | ----- | ----- | ----- | ----- | ----- | ----- |
| 8 665 | 8 761 | 8 845 | 8 884 | 8 957 | 9 044 | 9 087 | 9 331 |

## Voies de communication
Les routes voïvodales 430 (pl) (qui relie Poznań à Mosina) passe par la ville.

## Jumelages
- Châteaugiron (France)

## Lieux et monuments

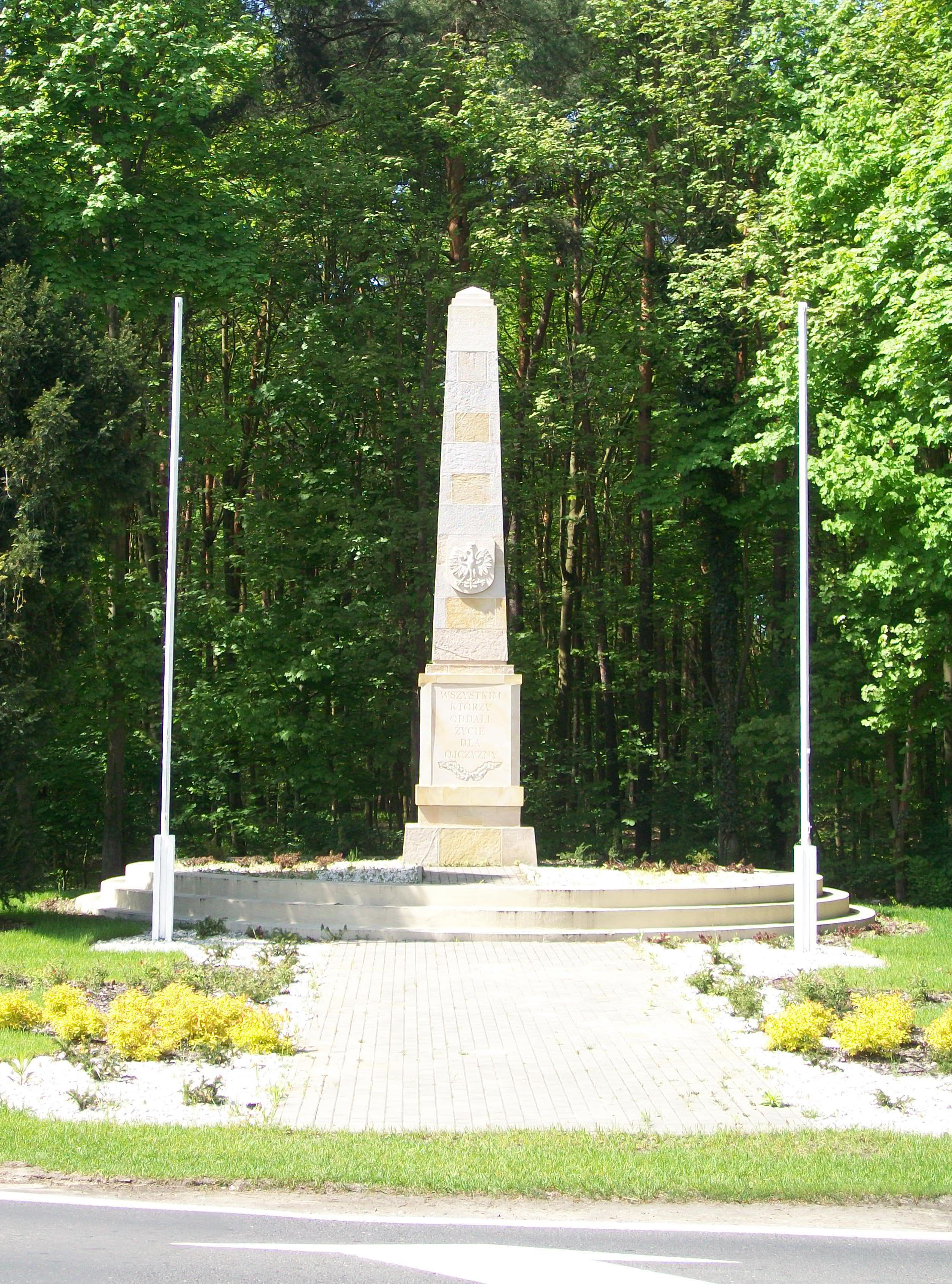
Le monument aux morts.
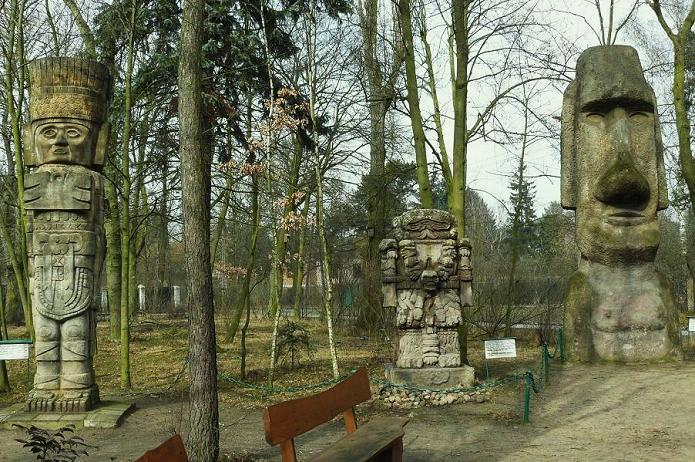
Les statues du musée "Arkady Fiedler".
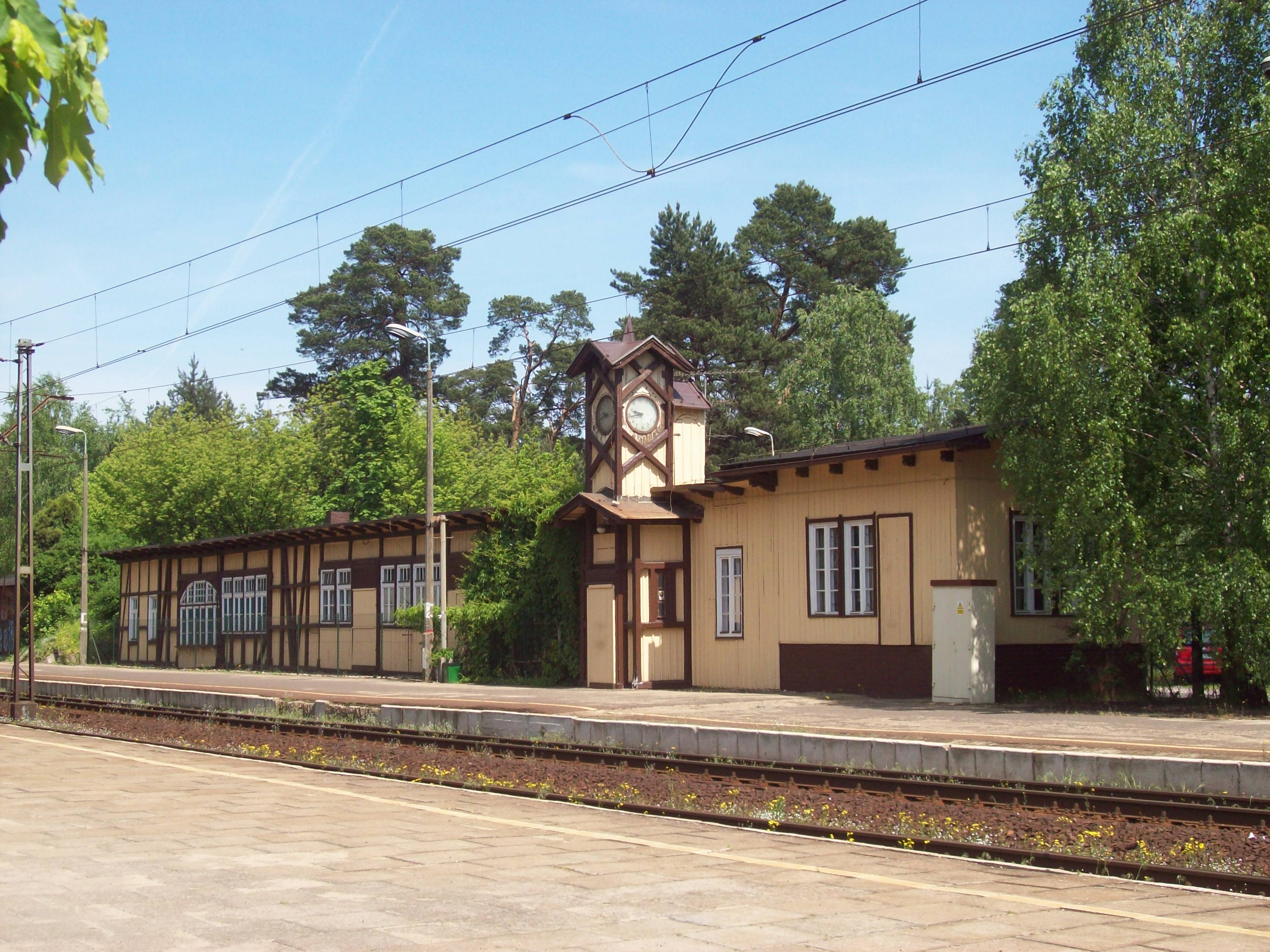
La gare de Puszczykowo.
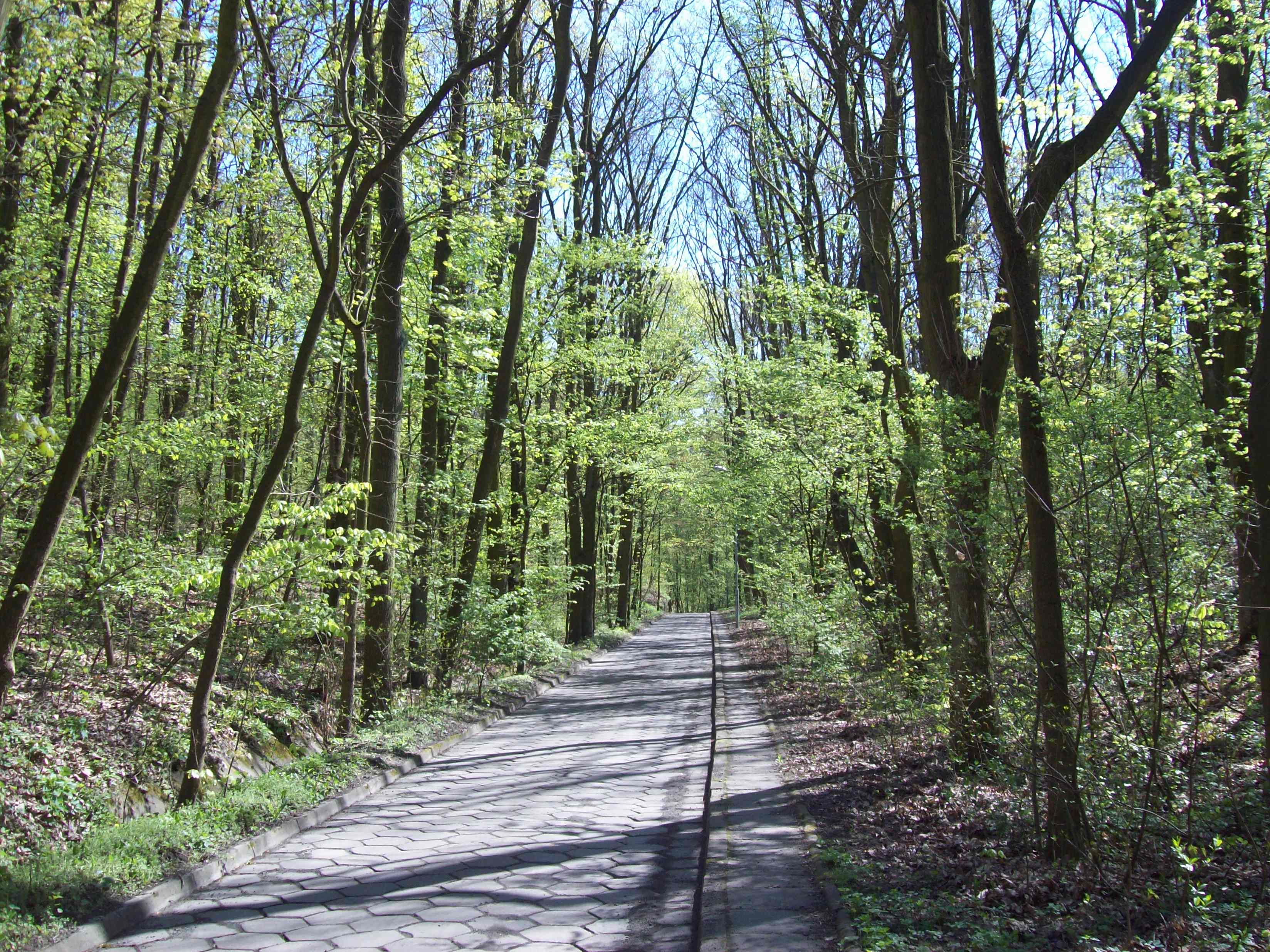
Le parc national de Grande-Pologne.